# HD 10658
HD 10658，又名BD-05 309，SAO 129477、HR 507，是一颗恒星，视星等为6.19，位于銀經154.47，銀緯-64.37，其B1900.0坐标为赤經1h 38m 52.6s，赤緯-5° -64.37′ 4″。